# Paul Stookey
Noel Paul Stookey (Baltimore, Maryland, Estats Units, 30 de desembre de 1937) és un cantautor i activista polític a favor dels drets civils, nord-americà conegut per ser membre del trio de folk dels anys 60 "Peter, Paul and Mary" juntament amb Peter Yarrow i Mary Travers; tanmateix, ha estat conegut pel seu nom de pila, Noel, al llarg de la seva vida. Després de la mort de Mary Travers el 2009 i Peter Yarrow el 2025, és l'últim membre supervivent del grup. Stookey continua treballant com a artista solista i activista.